# Ящук Олег Ростиславович
Олег Ростиславович Ящук (нар. 26 жовтня 1977, с. Грибова, Лановецький район, Тернопільська область) — український футболіст та футбольний тренер. В Україні грав на позиції нападника за тернопільську «Ниву». Має подвійне громадянство, українське та бельгійське. В 1996—2006 роках, граючи за найтитулованіший клуб Бельгії «Андерлехт», чотири рази ставав чемпіоном країни. Грав за молодіжну збірну України.

## Життєпис
Олег Ящук народився в селі Грибова Лановецького району Тернопільської області, тепер Україна.
Навчався в ДЮСШ м. Ланівців. Закінчив Львівське училище фізичної культури (1992).

## Клубна кар'єра
Ящук вперше заявив про себе в вищій лізі Чемпіонату України з футболу сезону 1995–1996. Граючи за одного з аутсайдерів, «Ниву» (Тернопіль), 17-річний гравець у першому турі зробив хет-трик у сенсаційній гостьовій перемозі 4-2 проти донецького «Шахтаря». Ящук закінчив сезон найкращим бомбардиром клубу з 10 голами, а «Нива» ледве уникла вильоту до першої ліги.
Талант Ящука помітили скаути «Андерлехта», і наприкінці сезону він підписав контракт із тодішнім віцечемпіоном Бельгії. Початок кар'єри в «Андерлехті» був багатообіцяючим, але в подальшому Ящук був часто травмований протягом довгого часу. В деяких сезонах він майже не грав узагалі через постійні травми, але з усім тим клуб продовжував вірити в нього та у 2001 році подовжив з ним контракт ще на 5 сезонів. У 2006 році Ящук залишив клуб, зігравши всього 119 матчів у чемпіонаті за десять сезонів.
Ящук підписав однорічний контракт з грецьким «Ерготелісом», де нарешті позбувся докучливих травм.
14 червня 2007 року Ящук вирішив повернутися до Бельгії, підписавши контракт із Серкль Брюгге, тренером якого незадовго до цього став його колишній одноклубник з «Андерлехта» Ґлен Де Бук. У сезоні 2007-08 Ящук став найкращим бомбардиром «Серкль Брюгге», а клуб посів четверте місце у чемпіонаті. Протягом сезонів 2007-08 і 2008-09 Ящук постійно перебував серед найкращих бомбардирів бельгійської першості. 16 січня 2009 року Ящук повернувся на домашню арену «Андерлехта» вже як гравець суперника, і його дубль проти свого колишнього клубу забезпечив «Серкль Брюгге» гостьову перемогу 2-1 над лідером першості.
У січні 2013 року підписав контракт з одним із лідерів другого дивізіону бельгійського чемпіонату з ФК «Вестерло».
Наразі тренує молодіжну команду «Андерлехта».

## Титули та досягнення
Андерлехт
- Чемпіонат Бельгії (4): 2000, 2001, 2004, 2006
- Срібний призер Чемпіонату Бельгії: 2005
- Бронзовий призер Чемпіонату Бельгії: 1999; 2002
- Кубок бельгійської ліги (1): 2000
- Суперкубок Бельгії (2): 2000, 2001

Збірна
- Бронзовий призер Чемпіонату Європи серед юнаків (1): 1994

Індивідуальні
- Найкращий бомбардир збірної України на Євро серед 16-річних: 1994[7]
- Найкращий бомбардир Ниви (Тернопіль): 1995—1996
- Найкращий бомбардир Серкль Брюгге: 2007—2008, 2008—2009
- Гравець сезону Серкль Брюгге: 2008—2009, 2009—2010
- Член Клубу Олега Блохіна: 102 забитих м'ячі[8]

## Статистика виступів
Станом на 16 липня 2011 року:
| Сезон               | Команда             | Чемпіонат           | Чемпіонат | Чемпіонат | Кубок | Кубок | Кубок | Єврокубки | Єврокубки | Єврокубки | Інші кубки | Інші кубки | Інші кубки | Всього | Всього |
| Сезон               | Команда             | Змаг.               | Матчі     | Голи      | Змаг. | Матчі | Голи  | Змаг.     | Матчі     | Голи      | Змаг.      | Матчі      | Голи       | Матчі  | Голи   |
| ------------------- | ------------------- | ------------------- | --------- | --------- | ----- | ----- | ----- | --------- | --------- | --------- | ---------- | ---------- | ---------- | ------ | ------ |
| 1993-1994           | Львів               | ПерЛ                | 2         | 0         | —     | —     | —     | —         | —         | —         | -          | —          | —          | 2      | 0      |
| Всього у Львові     | Всього у Львові     | Всього у Львові     | 2         | 0         |       |       |       |           |           |           |            |            |            | 2      | 0      |
| 1993-1994           | Кристал (Ч)         | 1Л                  | 1         | 0         | —     | —     | —     | —         | —         | —         | -          | —          | —          | 1      | 0      |
| Всього в Кристалі   | Всього в Кристалі   | Всього в Кристалі   | 1         | 0         |       |       |       |           |           |           |            |            |            | 1      | 0      |
| 1994-1995           | Нива (Т)            | ВЛ                  | 15        | 0         | КУ    | 2     | 0     | —         | —         | —         | —          | —          | —          | 17     | 0      |
| 1995-1996           | Нива (Т)            | ВЛ                  | 19        | 10        | КУ    | 2     | 0     | —         | —         | —         | —          | —          | —          | 21     | 10     |
| Всього в Ниві (Т)   | Всього в Ниві (Т)   | Всього в Ниві (Т)   | 34        | 10        |       | 4     | 0     |           |           |           |            |            |            | 38     | 10     |
| 1996-1997           | Андерлехт           | ЛЖ                  | 12        | 2         | КБ    | 0     | 0     | КУ        | 1         | 0         | —          | —          | —          | 13     | 2      |
| 1997-1998           | Андерлехт           | ЛЖ                  | 12        | 3         | КБ    | 0     | 0     | КУ        | 6         | 2         | —          | —          | —          | 18     | 5      |
| 1998-1999           | Андерлехт           | ЛЖ                  | 27        | 11        | КБ    | 0     | 0     | КУ        | 3         | 0         | —          | —          | —          | 30     | 11     |
| 1999-2000           | Андерлехт           | ЛЖ                  | 2         | 0         | КБ    | 0     | 0     | —         | —         | —         | СК         | 1          | 0          | 3      | 0      |
| 2000-2001           | Андерлехт           | ЛЖ                  | 8         | 0         | КБ    | 0     | 0     | ЛЧ        | 5         | 0         | —          | —          | —          | 13     | 0      |
| 2001-2002           | Андерлехт           | ЛЖ                  | 9         | 1         | КБ    | 0     | 0     | ЛЧ        | 7         | 1         | СК         | 1          | 0          | 17     | 2      |
| 2002-2003           | Андерлехт           | ЛЖ                  | 0         | 0         | КБ    | 0     | 0     | —         | —         | —         | —          | —          | —          | 0      | 0      |
| 2003-2004           | Андерлехт           | ЛЖ                  | 20        | 9         | КБ    | 4     | 0     | ЛЧ        | 2         | 0         | —          | —          | —          | 26     | 9      |
| 2004-2005           | Андерлехт           | ЛЖ                  | 21        | 5         | КБ    | 1     | 1     | ЛЧ        | 6         | 1         | СК         | 1          | 0          | 29     | 7      |
| 2005-2006           | Андерлехт           | ЛЖ                  | 8         | 0         | КБ    | 0     | 0     | ЛЧ        | 2         | 0         | —          | —          | —          | 10     | 0      |
| Всього в Андерлехті | Всього в Андерлехті | Всього в Андерлехті | 119       | 31        |       | 5     | 1     |           | 32        | 4         |            | 3          | 0          | 159    | 36     |
| 2008-2009           | Ерготеліс           | ГСЛ                 | 26        | 3         | —     | —     | —     | —         | —         | —         | —          | —          | —          | 26     | 3      |
| Всього в Ерготелісі | Всього в Ерготелісі | Всього в Ерготелісі | 26        | 3         |       |       |       |           |           |           |            |            |            | 26     | 3      |
| 2007-2008           | Серкль Брюгге       | ЛЖ                  | 27        | 10        | КБ    | 3     | 0     | —         | —         | —         | —          | —          | —          | 30     | 10     |
| 2008-2009           | Серкль Брюгге       | ЛЖ                  | 31        | 12        | КБ    | 5     | 0     | —         | —         | —         | —          | —          | —          | 36     | 12     |
| 2009-2010           | Серкль Брюгге       | ЛЖ                  | 25+6      | 8+1       | КБ    | 5     | 1     | —         | —         | —         | —          | —          | —          | 36     | 10     |
| 2010-2011           | Серкль Брюгге       | ЛЖ                  | 28        | 7         | КБ    | 4     | 0     | —         | —         | —         | —          | —          | —          | 32     | 7      |
| Всього в Серклі     | Всього в Серклі     | Всього в Серклі     | 117       | 38        |       | 17    | 1     |           |           |           |            |            |            | 134    | 39     |
| Всього              | Всього              | Всього              | 299       | 82        |       | 26    | 2     |           | 32        | 4         |            | 3          | 0          | 360    | 88     |

ПерЛ* — перехідна ліга
ЛЖ* — Ліга Жупіле

## Родина
Дружина Мюрель, доньки Аделін і Льорін (жодного разу не бували в Україні). Батьки понад 12 років тому переїхали до Бельгії.